# Laura Novoa
Laura Novoa (Buenos Aires, 8 de enero de 1969) es una actriz argentina de cine, teatro y televisión. Es hija del primer actor Pepe Novoa. En los últimos años ha dado vida a varias villanas en telenovelas.

## Telenovelas
| Año       | Título                      | Personaje                | Canal |
| --------- | --------------------------- | ------------------------ | ----- |
| 1987      | Hombres de ley              | Cecilia Álvarez          |       |
| 1987      | Vinculos                    | Laura                    |       |
| 1989      | Socorro, 5to año            | Laura Ferrini            |       |
| 1990      | Pacto de amistad            | Carla                    |       |
| 1990-1991 | Una voz en el teléfono      | Verónica Vitale          |       |
| 1994      | El amor tiene cara de mujer | Marcela                  |       |
| 1994      | Nueve lunas                 | Laura                    |       |
| 1995-1997 | Poliladron                  | Verónica Vega            |       |
| 1999      | Trillizos, dijo la partera  | Rocío Gallardo           |       |
| 2000      | Primicias                   | Verónica Vega            |       |
| 2005      | Hombres de honor            | María Grazia Paternostro |       |
| 2008      | Mujeres de nadie            | Virginia Longoni         |       |
| 2010      | Botineras                   | Sofía Rubinstein         |       |
| 2010      | Secretos de amor            | Camila Franco            |       |
| 2012-2013 | Dulce amor                  | Gabriela "Gaby" Ahumada  |       |
| 2014      | Sres. Papis                 | Rocío                    |       |
| 2017      | Fanny, la fan               | Mabel Rizzo              |       |

## Series y/o unitarios
| Año  | Título                             | Personaje                                 | Canal      | Notas                                           |
| ---- | ---------------------------------- | ----------------------------------------- | ---------- | ----------------------------------------------- |
| 1987 | De Fulanas y Menganas              | Laura                                     | ATC        |                                                 |
| 1988 | La fiesta                          | Natalia                                   | Canal 11   |                                                 |
| 1990 | La bonita página                   | Laura                                     | ATC        |                                                 |
| 1991 | Alta comedia                       | María                                     | Canal 9    | Episodio: "Ecos"                                |
| 1991 | Atreverse                          | Carolina                                  | Telefe     | Episodio 22: "Tarde o temprano"                 |
| 1992 | Fiesta y bronca de ser joven       | Serena Viel / Malvina Trejo               | Canal 9    |                                                 |
| 1993 | Alta comedia                       | Florencia                                 | Canal 9    | Episodio: "Cuando florezcan las zinnias"        |
| 1993 | Alta comedia                       | Julia                                     | Canal 9    | Episodio: "La vida secreta de una mujer casada" |
| 2006 | Al límite                          | Catalina                                  | Telefe     | Episodio 2: "Almas gemelas"                     |
| 2006 | Al límite                          | Viviana                                   | Telefe     | Episodio 9: "Salir de perdedor"                 |
| 2006 | Mujeres asesinas 2                 | Nélida                                    | El Trece   | Episodio 32: "Nélida, tóxica"                   |
| 2007 | Mujeres asesinas 3                 | Claudia                                   | El Trece   | Episodio 6: "Claudia, herida"                   |
| 2010 | Lo que el tiempo nos dejó          | Eva Perón                                 | Telefe     | Episodio 1: "Mi mensaje"                        |
| 2011 | Decisiones de vida                 | Maite                                     | Canal 9    | Episodio 7: "Repatriados"                       |
| 2011 | Maltratadas                        | Clarisa                                   | América TV | Episodio 9: "No se lo digas a nadie"            |
| 2011 | Adictos                            | Julieta Lezcano                           | Canal 10   | Episodio 6: "Titiriteros"                       |
| 2012 | El hombre de tu vida               | Mariana Victoria Sergini                  | Telefe     | Episodio 7, Temporada 2                         |
| 2017 | SuperMax                           | Lorna                                     | TV Pública |                                                 |
| 2022 | Dos 20                             | Claudia                                   | TV Pública | Episodio 2: "Silvia y Claudia"                  |
| 2022 | María Marta, el crimen del country | María Marta García Belsunce de Carrascosa | HBO Max    |                                                 |

## Programas de TV
| Año  | Título        | Rol          | Canal    | Notas         |
| ---- | ------------- | ------------ | -------- | ------------- |
| 2020 | Cantando 2020 | Participante | El Trece | 11° eliminada |

## Filmografía
| Año  | Título                                    | Personaje        | Director                             |
| ---- | ----------------------------------------- | ---------------- | ------------------------------------ |
| 1993 | Matar al abuelito                         | Fabiana          | Luis César D'Angiolillo              |
| 1994 | El amante de las películas mudas          |                  | Pablo Torre                          |
| 1997 | La furia                                  | Paula            | Juan Bautista Stagnaro               |
| 1998 | Asesinato a distancia                     | Herminia         | Santiago Carlos Oves                 |
| 1998 | Cohen vs. Rosi                            | Carla Rosi       | Daniel Barone                        |
| 1998 | La nube                                   |                  | Fernando Solanas                     |
| 1998 | América mía                               | Sara             | Gerardo Herrero                      |
| 1999 | La venganza                               | Lucía            | Juan Carlos Desanzo                  |
| 2004 | Los guardianes del ángel                  |                  | Adrián Lorenzo y Juan Pablo Martínez |
| 2004 | Ay, Juancito                              | Eva Perón        | Héctor Olivera                       |
| 2010 | Ni dios, ni patrón, ni marido             |                  | Laura Mañá                           |
| 2011 | Verdades verdaderas                       | Claudia Carlotto | Nicolás Gil Lavedra                  |
| 2013 | Bienvenido Brian                          | Alejandra        | Federico Palazzo                     |
| 2015 | Francisco: El padre Jorge                 | Regina           | Beda Docampo Feijoó                  |
| 2018 | Las grietas de Jara                       | Laura            | Nicolás Gil Lavedra                  |
| 2019 | Cara Sucia, con la magia de la naturaleza | Melany           | Gastón Gularte                       |
| 2021 | Causalidad                                | Romina Marín     | WHO                                  |
| 2024 | Nuestro reino (cortometraje)              | Maestra Laura    | Maximiliano Wurzel                   |
| 2024 | Sin salida                                | Mamá             | WHO                                  |

## Teatro
| Año       | Obra                              |
| --------- | --------------------------------- |
| 1988      | Los chicos quieren entrar         |
| 1992-1993 | Calderón                          |
| 1993      | La Celestina                      |
| 2002      | El zoo de cristal                 |
| 2003-2004 | Romeo y Julieta                   |
| 2004      | En casa/En Kabul                  |
| 2009      | Un poco muerto                    |
| 2012      | La mujer del domingo              |
| 2016-2017 | Falladas                          |
| 2018      | Atracción fatal                   |
| 2018      | El casamiento                     |
| 2019      | Burundanga                        |
| 2020      | Si la cosa funciona               |
| 2022      | Vamos a contar mentiras           |
| 2022-2023 | Los gestos bárbaros               |
| 2023      | El hostel de los millones         |
| 2025      | Las chicas solo buscan divertirse |

## Premios y nominaciones
| Año  | Premio               | Categoría                                     | Programa                           | Resultado |
| ---- | -------------------- | --------------------------------------------- | ---------------------------------- | --------- |
| 1992 | Premio ACE           | Artista revelación                            | Calderón                           | Ganadora  |
| 1999 | Premios Condor       | Mejor actriz de reparto                       | La nube                            | Nominada  |
| 2008 | Premio Martín Fierro | Actriz Protagonista de Novela                 | Mujeres de nadie                   | Nominada  |
| 2010 | Premio Martín Fierro | Actriz Protagonista de Unitario y/o Miniserie | Lo que el tiempo nos dejó          | Nominada  |
| 2013 | Premio Martín Fierro | Actriz Protagonista de Novela                 | Dulce amor                         | Nominada  |
| 2022 | Premios Condor       | Mejor actriz protagonista en serie drama      | María Marta, el crimen del country | Nominada  |
| 2023 | Premios Carlos       | Mejor Actriz                                  | El hostel de los millones          | Nominada  |